# Камараш, Иван
И́ван Ка́мараш (венг. Kamarás Iván; род. 22 декабря 1972) — венгерский актёр театра и кино. Первую известность получил благодаря роли агента Стила в фильме Гильермо Дель Торо «Хеллбой 2: Золотая армия».
Живёт в Санта-Монике в Калифорнии.

## Биография
Иван Камараш родился 22 декабря 1972 года в венгерском городе Печ. Его мать Теодора Урик (венг. Uhrik Teodóra) была артисткой балета, вместе с отчимом Ивана — Палом Ловашем (венг. Lovas Pál). Детство будущего актёра прошло в театрах, где выступали его родители. Когда ему было семь, он посмотрел запись пьесы «Гамлет» производства канал BBC, с Дереком Джейкоби в главной роли. Камараш полюбил роль Гамлета, и к восьми годам выучил все его монологи наизусть.
В начальной школе посещал театральный кружок, а в старшей уже начал выступать на сцене местного театра. С 1991 по 1995 обучался в Академии театра и кино в Будапеште. 
Камараш активно занимается благотворительностью, а также преподаёт актёрское мастерство в венгерской театральной школе, которая приняла первых учеников осенью 2012. С 2014 года является послом международной благотворительной организации «Детские деревни — SOS».

## Карьера
Дебютировал 28 октября 1995 на сцене Будапештского Камерного Театра (англ. Budapest Chamber Theatre), сыграв Отелло в постановке одноимённой пьесы Уильяма Шекспира. После этого Камараш играл в других шекспировских постановках: «Ромео и Джульетта» (роль Ромео), «Король Лир» (роль Эдмунда), «Антоний и Клеопатра» (роль Антония) и «Много шума из ничего» (роль Бенедикта). Участвовал более чем в 50 спектаклях.
С 1997 по 2008 состоял в актёрской труппе будапештского Театра комедии.
В 2008 году сыграл небольшую роль агента Стила в фильме «Хеллбой 2: Золотая армия», а также озвучивал мультфильм Габора Чупо «Иммигранты».
9 марта 2009 стал режиссёром оперы «Евгений Онегин», которая была показана в театре города Кестхей. После этого Камараш решил сконцентрироваться на съёмках в кино за рубежом.
В 2013 сыграл одного из центральных персонажей в британском фильме «Адский бункер: Восстание спецназа» и получил эпизодические роли в американских блокбастерах «Крепкий орешек: Хороший день, чтобы умереть» и «Война миров Z».
Исполнил роль Григория Распутина в пилотном эпизоде мини-сериала «Гудини» в 2015.

## Фильмография
| Год       |     | Русское название                             | Оригинальное название              | Роль                   |
| --------- | --- | -------------------------------------------- | ---------------------------------- | ---------------------- |
| 1998      | кор | Парень из фирмы «Морель»                     | A Morel fiú                        | Геза                   |
| 2001      | ф   | Их собственный остров                        | Vademberek                         | Иштван                 |
| 2003      | ф   | День Святого Ивана                           | Szent Iván napja                   | Иван                   |
| 2005      | ф   | Ниже голову!                                 | Le a fejjel!                       | Козар, ассасин         |
| 2008      | ф   | Хеллбой 2: Золотая армия                     | Hellboy II: The Golden Army        | агент Стил             |
| 2008      | мф  | Иммигранты                                   | Immigrants (L.A. Dolce Vita)       | владелец бара          |
| 2010      | ф   | Стеклянный тигр 3                            | Üvegtigris 3                       | доктор Ференц          |
| 2011      | с   | Безмолвный свидетель                         | Silent Witness                     | Тибор Орбан            |
| 2011      | тф  | Примечания                                   | Feljegyzések az egérlyukból        | Зверьков               |
| 2012      | ф   | Аглая                                        | Aglaja                             | Мило                   |
| 2013      | ф   | Крепкий орешек: Хороший день, чтобы умереть  | A Good Day to Die Hard             | водитель Гелендевагена |
| 2013      | ф   | Знак: Искупление                             | The Mark: Redemption               | Филлип Турк            |
| 2013      | ф   | Война миров Z                                | World War Z                        | солдат                 |
| 2013      | ф   | Адский бункер: Восстание спецназа            | Outpost: Rise of the Spetsnaz      | Фёдор                  |
| 2013—2014 | с   | Дракула                                      | Dracula                            | аукционер              |
| 2014      | с   | Флеминг: Человек, который хотел стать Бондом | Fleming: The Man Who Would Be Bond | Фон Остхайм            |
| 2014      | с   | Гудини                                       | Houdini                            | Григорий Распутин      |
| 2015      | ф   | Шпион                                        | Spy                                | конферансье            |
| 2018      | мф  | Ограбление по Фрейду                         | Ruben Brandt, Collector            | Рубен Брандт           |